# Jean Van Leer
Jean Marcel Maurice Van Leer (Elsene, 12 april 1919 - Knokke, 16 februari 2003) was een Belgisch hockeyer.

## Levensloop
Van Leer was actief bij Royal Wellington. Daarnaast maakte hij deel uit van het Belgisch hockeyteam. Met de nationale ploeg nam hij onder meer deel aan de Olympische Zomerspelen van 1952 en 1956.